# Franska Ekvatorialafrika
Franska Ekvatorialafrika (franska: Afrique Équatoriale Française, AEF) var en federation av de franska kolonierna i Centralafrika, från Kongofloden norrut upp till Sahara. Den bestod av Gabon, Franska Kongo, Oubangui-Chari och Tchad. Generalguvernören fanns i Brazzaville. Federationen upplöstes 1958.

## Historia
Grundläggandet av ett franskt kolonialvälde i Ekvatorialafrika härrör från tiden omkring 1840. En verklig framstöt erhöll emellertid den franska koloniseringen först genom Pierre Savorgnan de Brazzas expeditioner 1876—78 och 1879—82, varunder han uppför Ogoue och Alima nådde fram till Kongo och 1880 grundade Brazzaville som en stödjepunkt för kolonien Franska Kongo, motsvarande Gabon, Kongo och delar av Oubangui-Chari. En kraftig fransk expansion ägde senare rum åt norr och nordväst, varigenom hela Tchadområdet och Tibesti lagts under Frankrike.
De annekterade områdena förenades 1920 med det 1910 bildade generalguvernementet Franska Ekvatorialafrika, som styres av en generalguvernör, vilken vid sin sida hade ett råd. Vid federationens bildade 1910 bestod den av fyra territorier: Gabon, Franska Kongo, Oubangui-Chari och Tchad. 
År 1911 överlät Frankrike delar av territoriet till Tyska Kamerun som ett resultat av Agadirkrisen. Territoriet återfördes efter Tysklands nederlag i första världskriget, medan det mesta av Kamerun blev ett NF-mandat och inkluderades således inte i AEF.
1934 upphävdes den administrativa indelningen i kolonierna Gabon, Moyen Congo, Tchad, Oubangui-Chari, och 1934 upphävdes den administrativa indelningen i kolonierna Gabon, Congo, Tchad, Oubangui-Chari, och Franska Ekvatorialafrika
utgjorde sedermera en administrativ enhet under generalguvernören i Brazzaville.
Under andra världskriget kontrollerades det mesta av Franska Ekvatorialafrika av Fria Frankrike under ledning av Félix Éboué, förutom Gabon som kontrollerades av Vichyfrankrike fram till den 12 november 1940, då Vichy-administrationen övergav sina planer på att invadera Fria Frankrike. AEF blev senare under kriget ett strategiskt centrum för Fria Frankrikes aktiviteter i Afrika.
Under den fjärde republiken (1946–58) representerades federationen i Frankrikes parlament. Efter folkomröstningen i september 1958 blev territorierna istället autonoma delar av det Franska samväldet och federationen upplöstes. Territorierna uppnådde i augusti 1960 full självständighet.